# Từ điển Việt–Bồ–La
Từ điển Việt–Bồ–La (tiếng Latinh: Dictionarium Annamiticum Lusitanum et Latinum) là một cuốn từ điển bằng ba ngôn ngữ: Việt–Bồ Đào Nha–Latinh (Viết tắt là từ điển Việt - Bồ- La) do nhà truyền giáo và nhà ngôn ngữ học Dòng Tên Alexandre de Rhodes biên soạn và được Thánh Bộ Truyền bá Đức Tin (Sacra Congregatio de Propaganda Fide) ấn hành tại Roma năm 1651. Việc ấn hành Từ điển Việt–Bồ–La và Phép giảng tám ngày đã ghi một dấu mốc quan trọng trong việc điển chế chữ Quốc ngữ.

## Lịch sử
Vào thế kỷ 17, các nhà truyền giáo Dòng Tên người Bồ Đào Nha, Ý và Nhật Bản dưới quy chế bảo trợ của Bồ Đào Nha đã tới hai xứ Đàng Trong và Đàng Ngoài của Đại Việt. Họ học tiếng Việt và bắt đầu tạo ra một hệ thống ghi âm tiếng Việt bằng chữ Latinh. Nỗ lực của họ đúc kết bằng cuốn Từ điển Việt–Bồ–La do Alexandre de Rhodes xứ Avignon biên soạn, trong đó có 8.000 từ tiếng Việt dịch ra tiếng Bồ Đào Nha và tiếng Latinh.
Trong lời tựa cuốn từ điển của mình, linh mục de Rhodes đã tri ân những người bản xứ và linh mục Francisco de Pina đã giúp đỡ ông học tiếng Việt. Ông cũng ghi nhận công lao của các giáo sĩ khác thuộc Dòng Tên, đặc biệt là linh mục Gaspar do Amaral với cuốn từ điển tiếng Việt và linh mục Antonio Barbosa với cuốn từ điển tiếng Bồ. Từ điển Việt–Bồ–La (Diccionário anamita-português-latim) của do Amaral và Từ điển Bồ–Việt (Diccionário português-anamita) của Barbosa được cho là đã thất truyền.

## Ngữ âm tiếng Việt trong Từ điển Việt–Bồ–La
Tiếng Việt trong Từ điển Việt–Bồ–La là tiếng Việt trung đại, không phải là tiếng Việt hiện đại đang được sử dụng ngày nay. Tiếng Việt trung đại là một giai đoạn trong lịch sử tiếng Việt, kéo dài từ thế kỷ XVII đến nửa đầu thế kỷ XX, tiếng Việt hiện đại là tiếng Việt từ nửa cuối thế kỷ XIX đến nay. Ngữ âm tiếng Việt trung đại khác với ngữ âm tiếng Việt hiện đại.
Một số chữ có trong Từ điển Việt–Bồ–La và hiện nay vẫn được sử dụng nhưng cách phát âm trong tiếng Việt trung đại và hiện đại không giống nhau:
| Từ điển Việt–Bồ–La | Phát âm (ghi bằng ký hiệu ngữ âm quốc tế) | Phát âm (ghi bằng ký hiệu ngữ âm quốc tế) | Phát âm (ghi bằng ký hiệu ngữ âm quốc tế) | Dẫn giải |
| ------------------ | ----------------------------------------- | ----------------------------------------- | ----------------------------------------- | --- |
| Từ điển Việt–Bồ–La | Tiếng Việt trung đại                      | Tiếng Việt hiện đại                       | Tiếng Việt hiện đại                       | Dẫn giải |
| Từ điển Việt–Bồ–La | Tiếng Việt trung đại                      | Phương ngữ miền Bắc                       | Phương ngữ miền Nam                       | Dẫn giải |
| g, gi              | /ʝ/                                       | /z/                                       | /j/                                       | G nói ở đây là g trong những từ mà nó được phát âm là /ʝ/ trong tiếng Việt trung đại, /z/ trong phương ngữ miền Bắc và /j/ trong phương ngữ miền Nam của tiếng Việt hiện đại, ví dụ như gì, gỉ, giếc, giêng (trong Từ điển Việt–Bồ–La còn được viết gyêng), giếng (Từ điển Việt–Bồ–La viết là gyếng). Đừng nhầm ký hiệu /ʝ/ ở cột Tiếng Việt trung đại với ký hiệu /j/ ở cột Phương ngữ miền Nam, đây là hai ký hiệu khác nhau. /ʝ/ là ký hiệu ngữ âm quốc tế của âm xát ngạc cứng hữu thanh, còn /j/ là ký hiệu ngữ âm quốc tế của âm cận ngạc cứng. |
| kh                 | /kʰ/                                      | /x/                                       | /kʰ/, /x/                                 | /x/ là ký hiệu ngữ âm quốc tế của âm xát ngạc mềm vô thanh. |
| ph                 | /pʰ/                                      | /f/                                       | /f/                                       | Một số người nói phương ngữ miền Nam tiếng Việt hiện đại sống ở vùng nông thôn phát âm ph là /pʰ/. |
| v                  | /w/, /u/                                  | /v/                                       | /j/                                       | V và u trong Từ điển Việt–Bồ–La không được coi là hai chữ cái khác nhau, v trong Từ điển Việt–Bồ–La là một cách viết khác của chữ u. Tiếng Việt thời Alexandre de Rhodes không có phụ âm v, phụ âm v chỉ bắt đầu xuất hiện trong tiếng Việt từ thế kỷ XVIII. Trong Từ điển Việt–Bồ–La chữ u được dùng để ghi bán nguyên âm /w/ và nguyên âm /u/ của tiếng Việt trung đại, u đôi khi được viết là v khi nó đứng một mình hoặc đứng ở đầu từ. Hầu hết người nói phương ngữ miền Nam tiếng Việt hiện đại, bao gồm cả nhiều người có học vấn, phát âm v là /j/ giống như d, g (g trong những từ mà g được phát âm là /j/), gi. Ngoài âm /j/ một số người miền Nam có học vấn còn phát âm chữ v là /vj/ hoặc /ɓj/. Kiểu phát âm chữ v là /vj/ hoặc /ɓj/ này là một kiểu phát âm chính tả để biết những từ mà theo chính tả phải viết với chữ v chứ không phải là d hay g/gi. |
| x                  | /ɕ/                                       | /s/                                       | /s/                                       | /ɕ/ là ký hiệu ngữ âm quốc tế của âm xát lợi ngạc vô thanh. |

## Nội dung

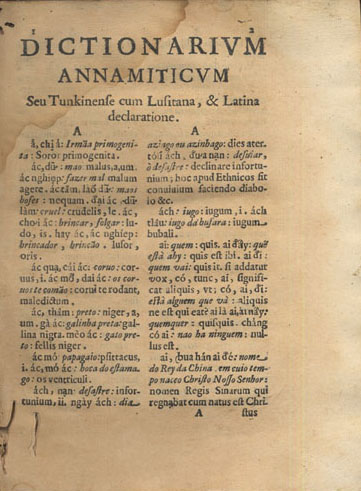
Mục chữ "A".

Cuốn từ điển Việt–Bồ–La phần chính là phần từ vựng liệt kê 8.000 mục bằng chữ Quốc ngữ. Bổ túc thêm là phần phụ lục tóm tắt ngữ pháp tiếng Việt (Brevis Declaratio) và cách thức phát âm đương thời.
Ngoài giá trị lịch sử, cuốn từ điển này là cái mốc quan trọng trong việc định chế chữ Quốc ngữ, tức cách viết tiếng Việt bằng chữ Latinh. Lối chữ này dần được hoàn chỉnh bởi các nhà truyền giáo kế tiếp.

### Chính tả và cách ghi âm
Chữ Quốc ngữ trong Từ điển Việt–Bồ–La phản ánh những âm vực nay đã biến mất trong tiếng Việt như những thí dụ sau đây:
| cách viết thế kỷ 17 | chính tả ngày nay |
| ------------------- | ----------------- |
| khou᷄                | không             |
| đào᷄                 | đòng              |
| dôi blá             | dối trá           |
| blời                | trời              |
| blu᷃́                 | nhúng             |
| bua                 | vua               |
| mlẽ                 | lẽ                |
| plăn                | lăn               |
| thŏở                | thuở              |
| ꞗai                 | vai               |
| ou᷄                  | ông               |

### Từ vựng cổ
Từ điển Việt–Bồ–La cũng ghi lại nhiều từ ngữ cổ, giúp việc đối chiếu và diễn âm những tác phẩm chữ Nôm đương thời mà nay đã mất hẳn trong tiếng Việt hiện tại. Một số thí dụ là:
| từ vựng thế kỷ 17 | chữ tương đương ngày nay |
| ----------------- | ------------------------ |
| là đá             | đá (sỏi đá)              |
| phen lê           | phân bì                  |
| dượm              | gượm                     |
| khứng             | chịu, chiều theo         |
| mựa               | chớ                      |
| nghỉ              | dễ bề                    |
| phô               | những                    |

## Từ điển Việt–Bồ–La và chặng đường của chữ Quốc ngữ
Từ điển Việt–Bồ–La là một thành quả lớn cho việc san định chữ Quốc ngữ. Phải hơn một thế kỷ sau nữa, vào năm 1783 mới có một cuốn tự điển chữ Quốc ngữ thứ nhì. Cuốn này do giám mục Bá Đa Lộc soạn nhưng chưa kịp in. Sau đó, bản thảo được giám mục Jean-Louis Taberd dùng để soạn cuốn từ điển Nam Việt-Dương Hiệp Tự vị in năm 1838 ở Serampore, Ấn Độ, đưa chữ Quốc ngữ tiến thêm một bước dài.
Mặc dù chữ Quốc ngữ đã ra đời, các văn phẩm Công giáo tại Việt Nam trong hơn 200 năm sau đó chủ yếu được viết bằng chữ Nôm, Hán ngữ hoặc La ngữ. Chỉ sau khi người Pháp củng cố nền cai trị tại Đông Dương thì chữ Quốc ngữ mới được đặt làm văn tự chính thức của tiếng Việt.